# Écomusée de la Grande Lande
L'écomusée de la Grande Lande est une création du parc naturel régional des Landes de Gascogne dont il est constitutif. Il témoigne du système agro-pastoral et de la vie dans la Grande Lande au XIXe siècle.

## Présentation
Au milieu du XIXe siècle, les bergers landais gardaient leurs troupeaux du haut de leurs échasses sur de vastes étendues de landes. Sur leur parcours, ils rencontraient les premiers pins d'une forêt qui allait devenir, le temps d'une génération et à la faveur de la loi du 19 juin 1857, la plus vaste d'Europe. Cette transformation bouleversa profondément l'économie du pays.
L'écomusée de la Grande Lande constitue un ensemble unique pour découvrir cette société disparue. Il se répartit sur trois sites :
- à Sabres : l'écomusée de Marquèze qui présente l'apogée de la société agro-pastorale avant la création de la forêt des Landes sous Napoléon III ;
- à Luxey : l'atelier des produits résineux expose la richesse de l'« arbre d'or » grâce au gemmage et l'exploitation industrielle de la résine (1850-1950) ;
- à Moustey : le musée du patrimoine religieux et des croyances populaires situé dans l'ancienne église Notre-Dame qui présente des expositions consacrées aux superstitions et pèlerinages dans la Grande Lande.